# Salamioú
Salamioú (grec moderne : Σαλαμιού) est un village chypriote situé dans le district de Paphos et comptant plus de 265 habitants.